# 橫帶瘤頭麗魚
橫帶瘤頭麗魚（学名：Katria katria）為輻鰭魚綱鱸形目隆頭魚亞目慈鯛科的其中一種，被IUCN列為易危保育類動物，分布於非洲馬達加斯加Tamatave省Nosivolo河流域，本魚體金褐色，體側具有黑色縱帶，背鰭硬棘14-15枚，背鰭軟條9-11枚，臀鰭硬棘3枚，臀鰭軟條8-9枚，體長可達12.7公分，棲息在沙石底質的溪流，生活習性不明。